# فلایینگ اسپار (کلیپر)
فلایینگ اسپار (کلیپر) (به انگلیسی: Flying Spur (clipper)) یک کشتی بود که طول آن 184 ft. بود. این کشتی در سال ۱۸۶۰ ساخته شد.